# Karl Gustav Vollmoeller

Karl Gustav Vollmoeller

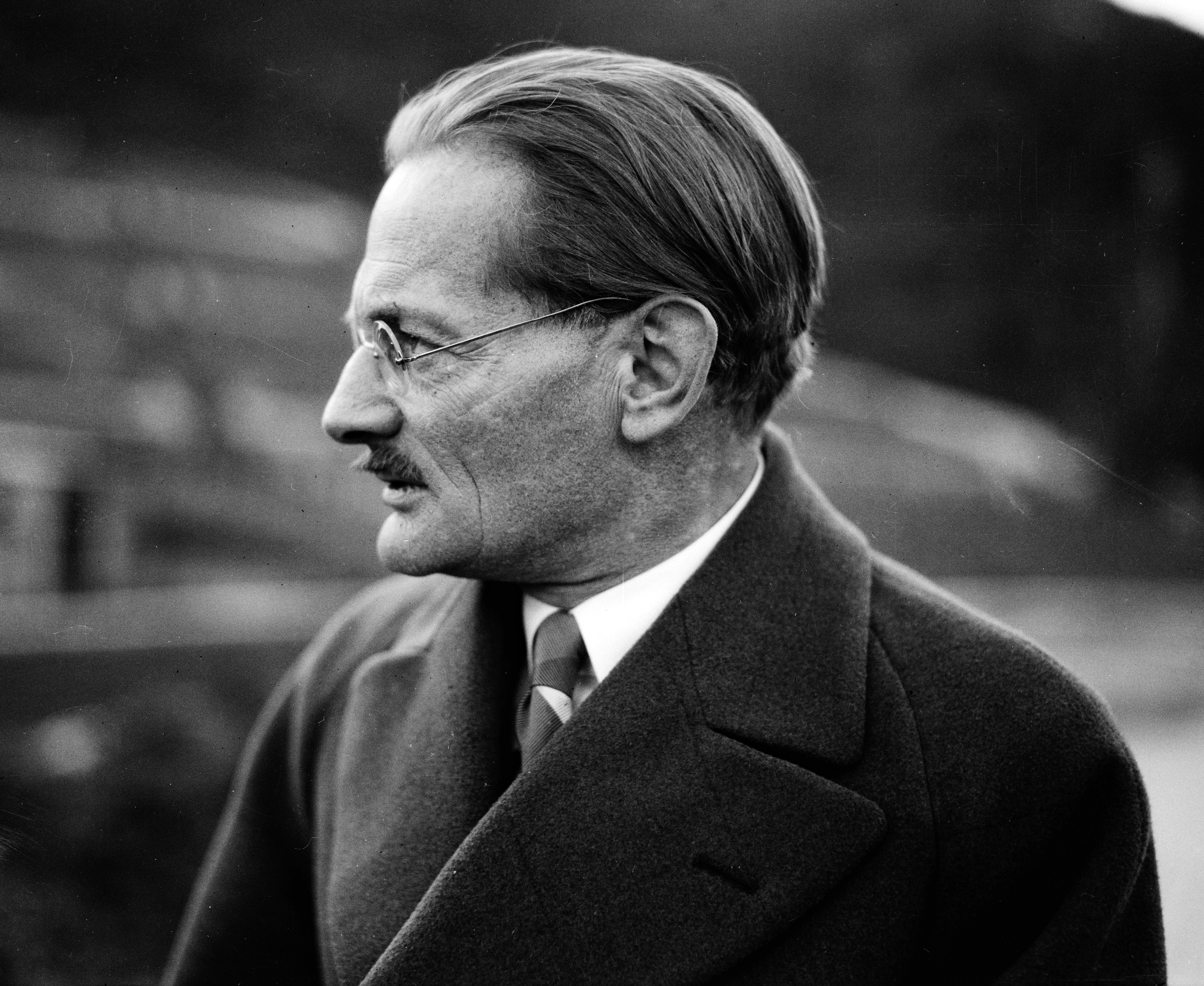
Karl Gustav Vollmoeller (1927)

Karl Vollmoeller, eigentlich Karl Gustav Vollmöller, (* 7. Mai 1878 in Stuttgart; † 18. Oktober 1948 in Los Angeles) war ein deutscher Archäologe, Philologe, Lyriker, Dramatiker, Schriftsteller, Drehbuchautor, Übersetzer, Rennfahrer, Flugzeugkonstrukteur, Pionier des Stumm- und Tonfilms, Unternehmer und Reformer des deutschen, europäischen und amerikanischen Theaters und zeitweise Politiker. Im gesellschaftlichen Leben Berlins der 1920er Jahre galt er als Dandy.
Zu Vollmoellers wichtigsten und berühmtesten Werken gehören der Gedichtzyklus Parcival – Die frühen Gärten, sein Versdrama Catherina – Gräfin von Armagnac und sein wortloses Theaterstück Das Mirakel / The Miracle, das häufig als Pantomime beschrieben wird, jedoch weit darüber hinausgreift. Als einer der Wegbereiter des deutschen Autorenfilms gehört Vollmoellers Verfilmung von Das Wunder / The Miracle zu den ersten Beispielen eines hochwertigen Kunstfilms. Seine hohe Kunstfertigkeit bewies Vollmoeller als Drehbuchautor und Berater des Kultfilms Der blaue Engel. Als inoffizieller „Botschafter“ für Belange europäischer Kultur sowie als transatlantischer Mittler zwischen den Filmzentren in Babelsberg und Hollywood setzte er sich zu einer Zeit, in der sich Europa in Nationalstaaten und Nationalismen auflöste, für den Dialog aller Künstler über Landes- und Sprachgrenzen hinweg ein.

## Kindheit und Jugend 1878–1896
Vollmöller entstammte einer Familie evangelischer Theologen, Wissenschaftler und Unternehmer. Sein Vater, Kommerzienrat Robert Vollmöller, gründete eines der größten deutschen und europäischen Textilunternehmen seiner Zeit und gehörte zu den Pionieren einer sozialen Marktwirtschaft, die die Interessen der Arbeitnehmer gleichberechtigt neben die der Unternehmer stellte. Um die Jahrhundertwende wurde sein soziales Wirken in vielen Zeitschriften und Büchern hervorgehoben. Karls Mutter, Emilie Vollmöller, geborene Behr, war eine Vertreterin der christlichen Sozialethik und stand für Gleichberechtigung und Frauenemanzipation. Gemeinsam mit ihrem Mann Robert gründete sie einige soziale Einrichtungen im heutigen Stuttgart-Vaihingen, so das Emilienheim und den Filderhof, der noch heute als Altenheim existiert.

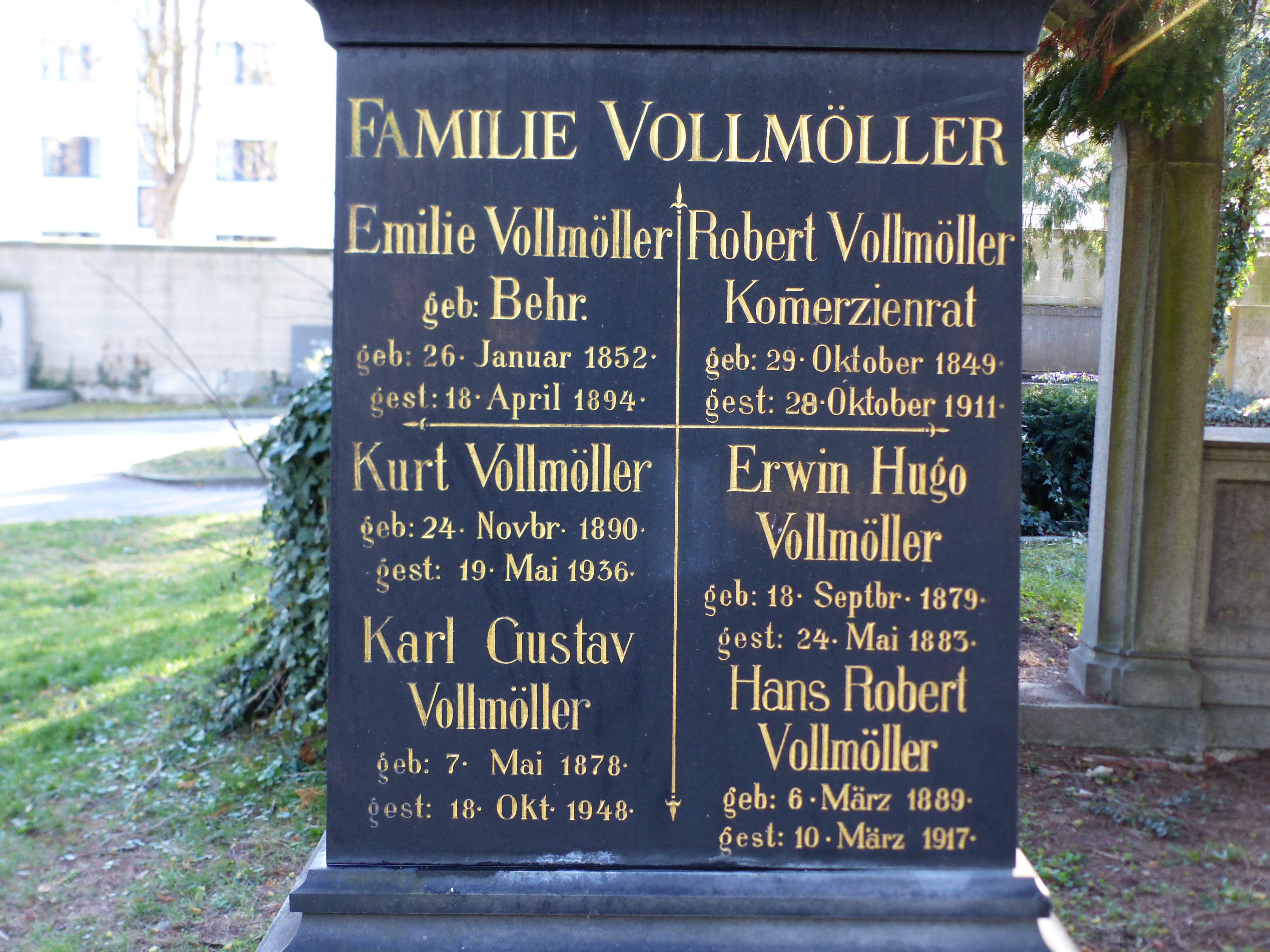
Grabstein auf dem Stuttgarter Pragfriedhof

Karl Vollmoeller hatte neun Geschwister, darunter die Malerin Mathilde Vollmoeller, die mit dem Maler Hans Purrmann verheiratet war. Martha Müller, geb. Vollmöller (1883–1955) gehörte zu Beginn des 20. Jahrhunderts zu den ersten weiblichen Abiturientinnen Württembergs und den vier ersten Studentinnen Tübingens. Hans Robert Vollmöller (1889–1917), Karls zweitjüngster Bruder, war Flugzeugpionier und Testpilot, der 1917 bei einem Testflug nahe Berlin ums Leben kam. Kurt Vollmöller (1890–1936), Karls jüngster Bruder, war wie er Schriftsteller und publizierte um 1930 mehrere Romane und Erzählungen. Sein älterer Bruder war  der Unternehmer Rudolf W. Vollmoeller (1874–1941). 
Die ersten Jahre wurde Karl Vollmoeller gemeinsam mit seiner Schwester Mathilde privat unterrichtet, bevor er ab 1888 das Karls-Gymnasium Stuttgart besuchte, das er 1896 mit der Reifeprüfung abschloss. 1894 starb die Mutter plötzlich. Ab diesem Zeitpunkt schrieb und veröffentlichte Karl Vollmoeller Gedichte.

## Studienjahre 1896–1901
Vollmoeller studierte zunächst in Berlin und Paris Altphilologie, Kunst und Malerei. Hiermit folgte er seinem Onkel, dem Romanisten Karl Vollmöller, der an den Universitäten Straßburg, Erlangen und Göttingen gelehrt hatte und zu diesem Zeitpunkt als Privatgelehrter in Dresden lebte. Karl Gustav Vollmoeller studierte ab 1899 Klassische Archäologie in Bonn und schloss dieses Studium 1901 mit der Promotion zum Dr. phil. ab. Der Titel seiner Dissertation lautet: Griechische Kammergräber mit Totenbetten.
Ab 1897 lebte Vollmoeller jeweils über die Sommermonate in Süditalien, bevorzugt in Sorrent nahe Neapel. Er erwarb die Villa Arlotta, ein Anwesen inmitten eines riesigen Orangen- und Zitronenhains direkt an der Steilküste mit Blick auf Neapel und Ischia. Er veröffentlichte Gedichte in den Zeitschriften Simplicissimus, Pan und in den Blättern für die Kunst. 1897 erschien in Berlin sein erstes Buch Die Sturm- und Drangperiode und der moderne deutsche Realismus.
1898 bereiste er gemeinsam mit Max Dauthendey Griechenland, wohin er 1900 zurückkehrte, um sieben Monate lang an Ausgrabungen im Umfeld der Archäologen Wilhelm Dörpfeld, Alexander Conze, Theodor Wiegand und Paul Wolters teilzunehmen. Außerdem führte Vollmoeller im Rahmen eines Stipendiums des Deutschen Archäologischen Instituts gemeinsam mit seinem Freund Richard Delbrueck in Megara eigene Grabungen durch, die beide 1900 publizierten. Gleichzeitig entstanden die Gedichtzyklen Die frühen Gärten und Parcival. Daneben arbeitete Vollmoeller an seinem ersten Versdrama Catherina – Gräfin von Armagnac und dem Trauerspiel Assues, Fitne und Sumurud.
Er freundete sich zu dieser Zeit neben Dauthendey mit André Gide, August Strindberg, Stefan George, Rainer Maria Rilke und Gabriele d’Annunzio an.

## Automobilrennfahrer und Flugzeugkonstrukteur (1902–1912)
Zwischen 1902 und 1908 betätigte sich Vollmoeller als Autorennfahrer und nahm mehrmals am Gordon-Bennett-Cup teil. Im September 1912 war er in Innsbruck ursächlich an einem Verkehrsunfall beteiligt, bei dem ein Kleinkind getötet wurde. Ein Verschulden am Zustandekommen des Unfalls konnte ihm nicht nachgewiesen werden. Das Mädchen war in das Fahrzeug Vollmoellers gelaufen und von ihm überrollt worden.
Ab 1904/05 begann Vollmoeller gemeinsam mit dem Bruder Hans Robert Flugzeuge zu bauen. Es entstanden vier Prototypen, von denen der letzte 1910 nonstop von Cannstatt bis zum Bodensee flog; Pilot war Hans Vollmöller. Dieses Flugzeug befindet sich heute in der Flugwerft Schleißheim, einer Luftfahrtausstellung des Deutschen Museums München.

## Übersetzer (1902–1939)
1902 begann Vollmoeller seine Übersetzungstätigkeit. Als erstes Werk übertrug er Gabriele D’Annunzios „Francesca da Rimini“ aus dem Italienischen ins Deutsche. Das Buch erschien 1903 im S. Fischer Verlag, Berlin.
Ab 1904 wendete er sich den klassischen griechischen Dramen zu und übertrug Sophokles’ Antigone sowie Aischylos’ Orestie aus dem Griechischen ins Deutsche. Darüber hinaus bearbeitete er beide Werke für das Theater. Max Reinhardt inszenierte beide Werke mehrfach. Besonders Vollmoellers „Orestie“-Bearbeitung entwickelte sich zum Longseller, sie wurde zwischen 1911 und 1942 vielfach inszeniert.
1904 folgte, gemeinsam mit der Schwester Mathilde, die Übersetzung der Liebesbriefe einer jungen Frau aus dem Englischen. Das Buch erschien im Leipziger Insel Verlag.
1908 schloss Vollmoeller einen Exklusivvertrag mit dem Insel Verlag und übersetzte, teilweise gemeinsam mit Rudolf G. Binding, sechs weitere Titel von Gabriele D’Annunzio ins Deutsche, darunter den Roman Vielleicht, vielleicht auch nicht und das Drama Phädra.

## Der Lyriker (1894–1948)
Seit 1895 mit Stefan George bekannt, wurde Vollmoeller 1897 von diesem in dessen George-Kreis aufgenommen und wurde zwischen 1897 und 1902 Mitarbeiter an den von George und dem Georg Bondi Verlag herausgegebenen Blättern für die Kunst.
1902 erschien sein Gedichtzyklus Parcival – Die frühen Gärten in Mailand bei Teves, 1903 bei S. Fischer in Berlin. Der geplante zweite Gedichtzyklus „Buch der Landschaften“ erschien nicht.
Vollmoellers nächste Arbeiten, die Versdramen Catherina – Gräfin von Armagnac und Assues, Fitne und Sumurud, waren ursprünglich als Gedichtzyklen geplant, wurden dann jedoch auf die Bedürfnisse der Bühne hin dramaturgisch bearbeitet.
Nach 1904 verfasste Vollmoeller bis 1914 noch vereinzelte Gedichte, die er in Zeitungen und Zeitschriften veröffentlichte. Einige von ihnen wurden erstmals 1960 in Buchform veröffentlicht. Der Literaturkritiker K. G. Just schreibt 1973: „Vollmoellers Verse erinnern an einen Gobelin … Auf der anderen Seite wird bei Vollmoeller die technische Perfektion bis zu einem Punkte gebracht, über den hinaus keine Steigerung mehr möglich ist … seine virtuose Begabung trug ihn mühelos über jede Schwierigkeit hinweg. Er kannte keine Gestaltungsprobleme im eigentlichen Sinne des Wortes … Man könnte … sagen, Vollmoeller habe … mit sicherem Blick erkannt, wie die technische Welt zur Verwirklichung und Ausschmückung ihrer Projekte auf die ästhetische Kultur der Jahrhundertwende zurückgreife … Vollmoeller arbeitet in sehr subtiler Weise mit Bildern, die durch ihre Skizzenhaftigkeit … Monumentalität gewinnen. Die Nähe etwa zu den Bildern von Gustav Klimt ist bestechend und beklemmend zugleich.“

## Der Dramatiker (1902–1939)
1903 erschien im S. Fischer Verlag die überarbeitete Version des Versdramas „Catherina, Gräfin von Armagnac“, dessen erster Teil 1901 in den Blättern für die Kunst veröffentlicht worden war. Zusammen mit dem 1904 erschienenen Trauerspiel Assues, Fitne und Sumurud stellen beide Werke als Teil von Vollmoellers „Liebestrilogie“ die bis heute bedeutendsten Beispiele symbolistischer Dramen in deutscher Sprache dar. „Selbst Hofmannsthal mußte zugeben, daß Vollmoellers ‚Catherina‘ seine ‚Frau im Fenster‘ an dramatischer Intensität überbiete, und ein so entschiedener Gegner des Theaters wie Stefan George kapitulierte vor Vollmoellers Begabung und druckte Szenen aus dessen Drama in den Blättern für die Kunst ab“ (K. G. Just). 1905 folgte der Einakter Giulia – die Amerikanerin. Die erfolgreichen Inszenierungen dieser Werke an deutschen und österreichischen Bühnen machten Max Reinhardt auf Vollmoeller aufmerksam. Ab 1904/05 begann ihre Zusammenarbeit, die im ersten Schritt die enge und erfolgreiche Theaterarbeit in Europa bis 1919, im zweiten Schritt die weltweite zwischen 1923 und 1932 umfasste. 
1906 vollendete Vollmoeller mit seiner Komödie Der deutsche Graf seine „Liebestrilogie“. Ebenfalls 1906 erschien seine Antigone nach Sophokles, die von Max Reinhardt in Berlin inszeniert wurde. Obwohl zu diesem Zeitpunkt seine bedeutende Orestie-Übersetzung und -Bearbeitung längst fertiggestellt war, kam diese erst 1911 auf die Bühne, da Vollmoeller vier Jahre benötigte, bevor er Max Reinhardt von seinen Vorstellungen einer Reform der deutschen und europäischen Theaterbühnen überzeugen konnte. Erst als dieser dem von Vollmoeller in engem Kontakt zu Edward Gordon Craig entwickelten „Arenakonzept“, der Rückbesinnung auf antike Großrauminszenierungen, folgte, erteilte Vollmoeller seine Genehmigung, seine Orestie in München erstmals aufzuführen.
1911 erschien Wieland, eine Parodie, sowohl als Buch im Insel Verlag als auch in einer Fassung für die Bühne. Das Stück gehört zu den verkanntesten Stücken Vollmoellers; es provozierte einen heftigen Bühnenskandal und musste nach drei Aufführungen abgesetzt werden. Wieland ist sowohl eine Parodie auf das Werk Richard Wagners als auch ein frühes Beispiel ironischer Gesellschaftskritik. In Wieland prangert Vollmoeller mit prophetischem Blick das aufkommende Zeitalter der Massenmedien an und nimmt Abschied von seiner eigenen Technikgläubigkeit. Fast zeitgleich stellte er sowohl seine Automobil- wie Flugzeugbauten ein.
Am 23. Dezember 1911 hatte in London sein sprachloses Theaterstück, das fälschlicherweise Pantomime genannte Das Mirakel / The Miracle Premiere. Der unverzüglich einsetzende europaweite Erfolg dieses Stücks mit religiösem Inhalt katapultierte das Duo Vollmoeller und Max Reinhardt an die Spitze der Theaterwelt. Vollmoeller hatte zwischen 1896 und 1911 an diesem Stück gearbeitet. Es stellte die einzige konsequente Umsetzung der sowohl von Vollmoeller als auch von Craig vertretenen radikalen Reform des europäischen Theaters dar, wobei dem Schauspieler sein wichtiges Mittel, die Sprache, genommen und die Handlung ausschließlich durch Mimik und Gestik sowie durch musikalische Untermalung vermittelt wird. Während Craig später seinen noch radikaleren Ansatz der „Marionette“ propagierte, setzte Vollmoeller ausschließlich auf musikalische und pantomimische Differenzierung. Der mehr als zwei Jahrzehnte anhaltende Erfolg seines Mirakels, eines sprachlosen und damit in jeder Sprache ohne Probleme verständlichen Theaterstücks, gab ihm recht. Zwischen 1911 und 1932 wurde das Mirakel weltweit vor einem Millionenpublikum aufgeführt, 1924 allein ein ganzes Jahr lang, Tag für Tag ununterbrochen am Broadway in New York. Die Musik zum Mirakel komponierte Engelbert Humperdinck, nachdem Richard Strauss einen Rückzieher gemacht hatte. Zwischen 1500 und 2500 Schauspieler und Statisten spielten vor bis zu 30.000 Zuschauern pro Aufführung. Damit knüpfte das Mirakel, wie von seinem Autor gewünscht, nahtlos an die Tradition der mittelalterlichen Mirakelspiele, der „Mystères mimes“ an, die vor bis zu zehntausend Zuschauern Inhalte der christlichen Glaubenslehre für das damals des Lesens und Schreibens unkundige Publikum transportiert hatten und die ähnlich bis heute in Oberammergau aufgeführt werden.
1912 wurden Vollmoellers an Inhalten und Stücken der Commedia dell’arte orientierte Stücke Venezianische Abenteuer / A Venetian Night, die Molière-Bearbeitung George Dandin sowie 1913 seine Übersetzung und Bearbeitung von Carlo Gozzis Stück Turandot, an dem sich um 1800 bereits Friedrich Schiller versucht hatte, in London uraufgeführt. Die Musik zu Vollmoellers Turandot wurde von Ferruccio Busoni komponiert, der den Stoff später für eine eigene Oper Turandot bearbeitete.

## Die Kriegsjahre 1914–1918
Der Beginn des Ersten Weltkriegs verhinderte die Premiere des Mirakels in den Vereinigten Staaten. Da Vollmoeller in den Kriegsjahren anderweitig beschäftigt war, ging seine Produktivität als Theaterautor in dieser Zeit zurück. „Für Vollmoeller (fällt) der Zusammenbruch des Ästhetizismus und der technischen Welt chronologisch zusammen … Der Ausbruch des Ersten Weltkriegs bildet den entscheidenden Einschnitt. Das hat Vollmoeller in einem breitangelegten Gedicht, ‚Die Reise (Juli 1914)‘, eindrucksvoll gestaltet … Vollmoeller, der kein gesellschaftlicher Außenseiter war wie viele Lyriker jener Jahre, kannte diese Welt; das Bild, das er von ihr entwirft, darf als authentisch gelten … Die tatsächliche Krise wird durch den Zusammenbruch der Epoche im Jahre 1914 markiert. Es macht Vollmoellers Bedeutung aus, daß er dies rücksichtslos formulierte. An Vollmoeller fasziniert, daß er den Weg seiner Epoche bis an den Rand des Abgrunds mitgeht … Repräsentativer Virtuose des Ästhetizismus der Jahrhundertwende, einer der wenigen Lyriker von Rang, die sich der technischen Welt gestalterisch bemächtigten, wird Vollmoeller darüber hinaus zum Chronisten des gleichzeitigen Zusammenbruchs beider Bereiche. Als Künstler hat Vollmoeller den Zusammenbruch dieser seiner Welt nicht überdauert. Das macht seine menschliche Tragik aus. Zugleich aber hebt es die … Qualitäten (seiner) Verse über jeden Zweifel hinaus“ (K. G. Just).
1915 kam das Theaterstück Die Brüder auf die deutschen Bühnen, 1916 Drei Frauen in Einer, eine Übersetzung und Bearbeitung nach Lope de Vega aus dem Spanischen. 1917 folgte Madame d’ Ora, ein Theaterstück nach einem Roman des Dänen Johannes Vilhelm Jensen, das 1921 in einer Übersetzung in Kopenhagen aufgeführt wurde. 1917 schrieb Vollmoeller das Ballett Christinas Hochzeitsreise, das erst in Berlin und daraufhin in Stockholm Premiere hatte. 1918 folgte seine Bearbeitung von Dostojewskis Onkelchen hat geträumt, eine deftige Komödie.
Unmittelbar nach Kriegsausbruch wurde Vollmoeller für seine Heimat, das Königreich Württemberg, als Kriegsberichterstatter verpflichtet. Daneben wirkte er als Berater und Begleiter des damaligen Königs Wilhelm II. Auch das Auswärtige Amt in Berlin sicherte sich Vollmoellers Dienste, indem es ihn für diverse Aufgaben in der Kulturabteilung einsetzte. So absolvierte Vollmoeller zwischen 1914 und 1917 mehrere Reisen in offiziellem Auftrag nach Holland, Italien, Österreich-Ungarn, Schweden, in die Schweiz, in die Türkei und in die Vereinigten Staaten. Darüber hinaus war er zwischen Mitte 1916 und Ende 1918 überwiegend für das Auswärtige Amt in der Schweiz tätig, von wo aus er u. a. Gastspielreisen des Deutschen Theaters Berlin nach Österreich-Ungarn, Schweden und in die Schweiz organisierte.
Daneben betätigte sich Vollmoeller als Gründer des seinerzeit wichtigsten Vereins im Deutschen Reich. Gemeinsam mit Richard Dehmel, Walther Rathenau und mit aktiver Unterstützung durch Robert Bosch sowie Teilen des Auswärtigen Amtes und der Reichsregierung gründete er die „Deutsche Gesellschaft 1914“, die bis 1934 bestand. Ihr gehörten neben einem Großteil der oberen Führungsebene des Auswärtigen Amtes ein breites Spektrum von Parlamentariern aller Fraktionen einschließlich der Sozialdemokraten an. Um Robert Bosch scharte sich die Spitze der deutschen Wirtschaft. Alle namhaften Bankiers, Unternehmer und Industriellen der Zeit gehörten der Gesellschaft an, daneben die Inhaber und Chefredakteure aller überregionalen Zeitungen sowie die erste Reihe der Schriftsteller, Maler, Schauspieler und sonstigen Künstler. Das Mitgliederverzeichnis war gleichsam ein Who’s Who des Deutschen Reichs. Zeitweilig, besonders gegen Ende des Krieges sowie zu Zeiten der Weimarer Republik, gehörte auch ein Teil der Minister und Staatssekretäre zu den Mitgliedern.
Gemeinsam mit Harry Graf Kessler entwickelte Vollmoeller Aktivitäten, die auf Friedenspläne mit Frankreich und England abzielten (nachzulesen in den veröffentlichten Tagebüchern Kesslers). So waren sie zeitweise in die inoffiziellen Friedensgespräche über die deutsche Botschaft in Bern eingebunden und bauten im Auftrag der Reichsregierung gegen Kriegsende eine Art inoffizielle Propagandabehörde auf, das sogenannte Korrespondenznetz, um über dieses Einfluss auf die Presse der neutralen Länder zu nehmen.

## Zwischenzeit (1919–1939)

### Weltbürger und Talentförderer
Einschneidendstes persönliches Ereignis war für Karl Vollmoeller die 1920 vollzogene Scheidung von seiner Ehefrau Maria Carmi. Zeitgleich war er mit der Tänzerin Lena Amsel liiert, die er für die Bühne entdeckt hatte und die durch seine Protektion zu Engagements an deutschen Bühnen und zu Filmrollen kam.
Von 1924 bis 1930 war Vollmoeller mit Ruth Landshoff liiert, die zunächst als Schauspielerin arbeitete, sich dann aber als Journalistin und Schriftstellerin einen Namen machte. Nach dem Ende ihrer Beziehung zu Vollmoeller heiratete Ruth Landshoff David Graf Yorck. Von 1930 an lebte Vollmoeller bis zu seinem Lebensende ohne feste Partnerin.
Nachdem er kriegsbedingt seine italienischen Wohnsitze in Sorrent und Florenz aufgeben musste, siedelte er sich ab 1919 mit seinem Hauptwohnsitz in Venedig an. Er pachtete den Palazzo Vendramin am Canal Grande und lebte dort, wenn er sich nicht gerade in Hollywood aufhielt. Deutschland suchte er in diesen Jahren nur noch sporadisch auf, obwohl er seine Wohnung in Berlin am Pariser Platz immer beibehielt. Ebenfalls 1919 erwarb Vollmoeller ein Haus in Basel, das unmittelbar am Rhein gelegen war.

### Talentsucher

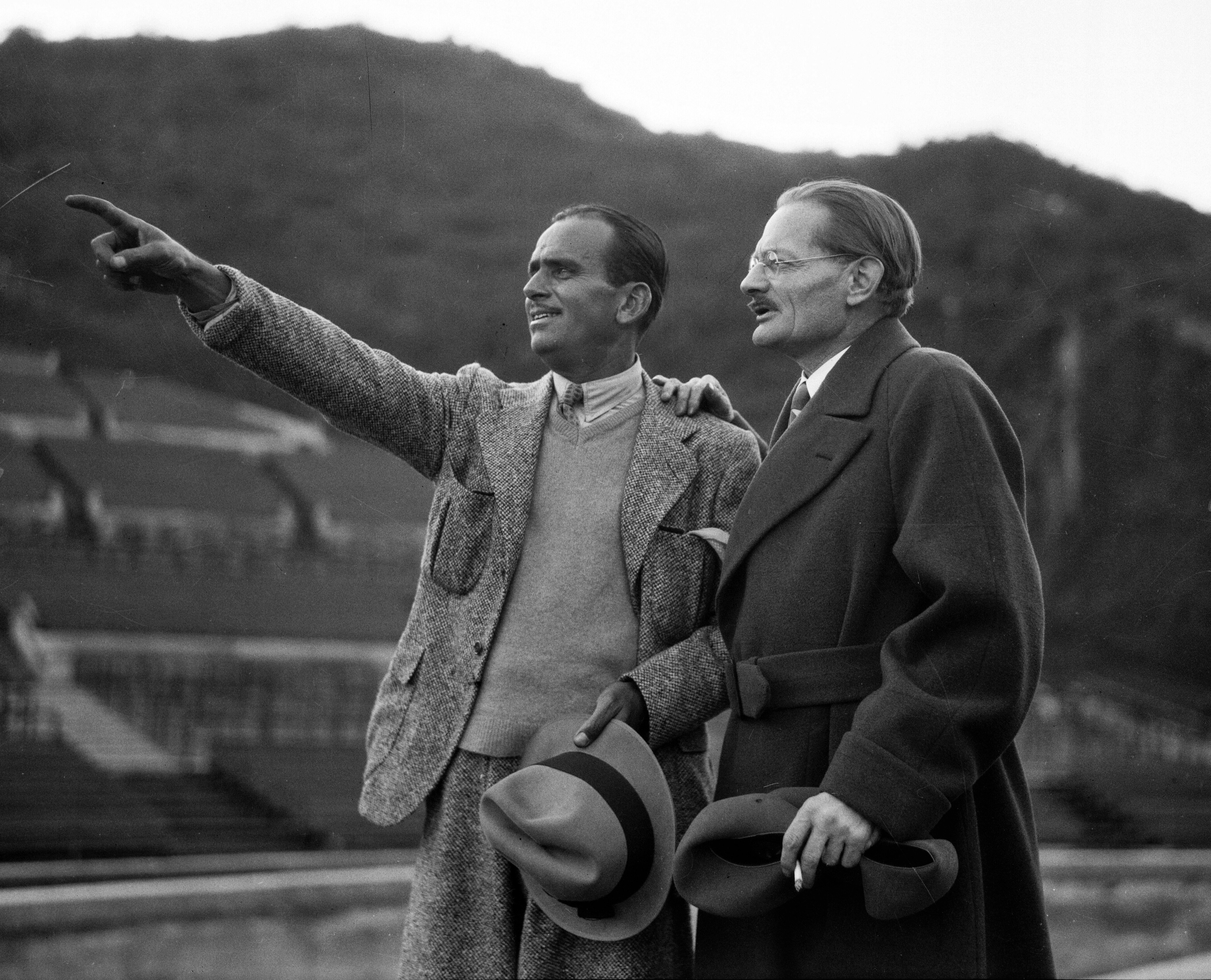
Vollmoeller (rechts) mit Douglas Fairbanks Sr. in Hollywood (1927)

Vollmoeller zog sich zunehmend aus seinen Verbindungen zur Politik zurück und wirkte während dieser Jahre überwiegend als Entdecker und Förderer junger Künstler, in erster Linie Künstlerinnen. Daneben lebte er seit 1919 regelmäßig für 3 bis 6 Monate in den Vereinigten Staaten, überwiegend in Hollywood. Er betätigte sich als Förderer des Austauschs zwischen Babelsberg und Hollywood und sorgte für das Engagement deutscher Schauspieler, wie Emil Jannings, oder Arbeitsmöglichkeiten für Filmschaffende wie Karl Freund, Ernst Lubitsch, William Dieterle in Hollywood. Gleichzeitig setzte sich Vollmoeller für damals in den Vereinigten Staaten stark diskriminierte Künstler ein. So unterstützte er die Afro-Amerikanerinnen Josephine Baker oder Katherine Dunham und die Asiatin Anna May Wong, indem er ihnen in Europa Arbeitsmöglichkeiten verschaffte.
Anlässlich des Engagements in Berlin war Baker häufiger Gast in  Vollmoellers  Wohnsitz. Über diese Treffen hat Harry Graf Kessler in seinen Tagebucheintragungen festgehalten, so am 13. Februar 1926: „Ich fuhr also zu Vollmoeller in seinen Harem am Pariser Platz und fand dort außer Reinhardt und Huldschinsky zwischen einem halben Dutzend nackter Mädchen auch Miss Baker, ebenfalls bis auf einen roten Mullschurz völlig nackt … Die nackten Mädchen lagen oder tänzelten zwischen den vier oder fünf Herren im Smoking herum, und die kleine Landshoff (eine Nichte von Sammy Fischer), die wirklich wie ein bildschöner Junge aussieht, tanzte mit der Baker moderne Jazztänze zum Grammophon.“
In Europa wurde Vollmoeller 1923 auf die damals noch unbekannte Marlene Dietrich aufmerksam, der er 1929 die Hauptrolle in dem Film Der blaue Engel verschaffte.

### Filmschaffender
1922 und 1923 schrieb Vollmoeller die Drehbücher für die deutschen Filme Inge Larson und Catherina – Gräfin von Armagnac. 1928 entstand nach seiner Vorlage der Film Schmutziges Geld mit Heinrich George und Anna May Wong, eine deutsch-englische Koproduktion. 1928 und 1929 wirkte Vollmoeller als Berater für Josef von Sternbergs Film Thunderbolt und im Fall von David W. Griffith Lady of the Pavements als Ideengeber und Drehbuchautor mit. Es war die Zeit des Übergangs vom Stumm- zum Tonfilm. Bei diesen beiden frühen Tonfilmproduktionen Hollywoods brachte Vollmoeller sein umfangreiches Wissen ein und sammelte zusätzliche Erfahrungen, die ihm als Berater für Der blaue Engel (1930) in Berlin zugutekamen.

### Autor
Während der Zwischenkriegsjahre bestand Vollmoellers literarische Produktion überwiegend aus Drehbüchern und Werken für die Bühne. So schrieb er 1924 und 1926 die Ballette Die Schießbude und Ulala sowie 1930 gemeinsam mit Ralph Benatzky das Musical Cocktail. Zudem bearbeitete Vollmoeller sowohl sein Mirakel, 1923 und 1932, sowie Turandot 1926 für die Salzburger Festspiele neu.
Ferner schrieb er die beiden Novellenbände Sieben Mirakel der Jungfrau Maria und den als Privatdruck erschienenen Band Acht Mirakel der heiligen Jungfrau Maria. Hierin griff Vollmoeller die religiöse Thematik seines Theaterstücks Das Wunder / The Miracle wieder auf, allerdings in der Form von sehr schönen, formvollendeten Erzählungen in der Art mittelalterlicher Legenden. Zugleich formulierte Vollmoeller in beiden Büchern seinen religiösen Ansatz, der der offiziellen katholischen Lehrmeinung nicht entsprach.
Von Richard Nikolaus Graf von Coudenhove-Kalergi ließ Vollmoeller sich als Gründungsmitglied für dessen 1922 ins Leben gerufene Paneuropa-Union gewinnen, ohne sich jedoch wie zwischen 1915 und 1918 vor einen politischen Karren spannen zu lassen.

### WelterfolgMirakel
Die Jahre von Ende 1923 bis 1932 sahen den weltweiten Siegeszug von Vollmoellers Das Mirakel / The Miracle mit der Musik von Engelbert Humperdinck. In New York wurde das Stück zum ersten Mal am 15. Januar 1924 am Century Theatre aufgeführt. Wieder wurde es von Max Reinhardt inszeniert und trat einen Siegeszug durch die Vereinigten Staaten an. Bis Ende 1924 lief das Stück jeden Tag, knapp 300 Mal, vor ausverkauftem Haus am Broadway in New York. Ab 1925 ging es auf eine landesweite Tournee durch die Vereinigten Staaten, die Anfang 1930 endete.
Dazwischen feierte Das Mirakel auch ab und an in Europa Triumphe, so 1925 bei den Salzburger Festspielen. Anlässlich des 20. Jubiläums seiner Weltpremiere 1911/12 brachten Reinhardt und Vollmoeller das Stück in einer eigens an den Zeitgeist angepassten Neubearbeitung 1932 in London heraus. Danach tourte das Stück bis 1934 durch England und Schottland. In den Jahren zwischen 1924 und 1934 war Vollmoeller ein gefeierter Medienstar.
1919 wurde das Große Schauspielhaus in Berlin mit Vollmoellers Orestie eröffnet. Es war Vollmoellers Beharrlichkeit und seiner Argumentation zu danken, dass sich Max Reinhardt ab 1910/11 den Großrauminszenierungen zugewandt hatte. Dies war für Vollmoeller die Voraussetzung, um ein antikes Stück wie die „Orestie“ überhaupt auf einer neuzeitlichen Bühne präsentieren zu können. Vollmoellers Orestie wurde in Europa letztmals 1942 in der Schweiz inszeniert.

## Die Zeit des Nationalsozialismus
Nach der Machtergreifung durch die Nationalsozialisten im Jahr 1933 hielt sich Vollmoeller bis zum Frühjahr 1939 nur noch wenige Tage in Deutschland auf. Er lebte in diesen Jahren in Venedig, Basel, Hollywood und zunehmend auch in Paris, wo sich mehr und mehr Exildeutsche versammelten.
Die Nationalsozialisten boten Vollmoeller mehrfach hohe, repräsentative Ämter im kulturellen Bereich an, zuletzt das eines preußischen Kulturministers, doch Vollmoeller lehnte dies stets angewidert ab.
Ende 1938 konfiszierten die italienischen Faschisten den Palazzo Vendramin mitsamt Vollmoellers wertvoller Möbel-, Teppich- und Gemäldesammlung. Von November 1938 bis Sommer 1939 hielt er sich in Basel auf, wo er von einem Bruder ein Haus geerbt hatte. Kurz vor Kriegsausbruch ging er in die Vereinigten Staaten ins Exil. Mit Rücksicht auf seine in Deutschland und Italien lebenden Verwandten vermied Vollmoeller jedoch jegliche politische Stellungnahme gegen die Nationalsozialisten und ihr Regime. Dies wurde ihm zwei Jahre später zum Verhängnis, obwohl er sich zwischen 1933 und 1939, wann immer er sich in Europa aufhielt, für geflohene Juden einsetzte und in Not geratene Menschen unterstützte.
Während der Zeit des Nationalsozialismus arbeitet Vollmoeller überwiegend mit italienischen Kollegen zusammen, so 1934/35 mit Giovacchino Forzano, für den er dessen Theaterstück Graf von Brechard ins Deutsche übersetzte und mit dem er das Drehbuch zum Film Hundert Tage nach einer Vorlage von Benito Mussolini verfasste. Die Hauptrollen des Films spielten Gustaf Gründgens und Werner Krauß.
1936 kam Vollmoellers Stück Das Geheimnis in Berlin auf die Bühne, mit einer Handlung, die sich als verkappte Kritik an Hitler und den Nationalsozialisten verstehen lässt.

### Exilzeit (1939–1948)
Seine letzten neun Lebensjahre verbrachte Vollmoeller im amerikanischen Exil. Trotz finanzieller Notlage und seiner Internierung (1942) vervollständigte er während dieser Jahre sein literarisches Werk.
Auf Grund des Kriegsausbruchs in Europa gelang es Vollmoeller weder 1939 noch 1940, an Aufträge der großen Filmstudios in Hollywood zu gelangen. Erst 1941 arbeitete er ein letztes Mal mit seinem Freund, dem Regisseur Josef von Sternberg, an dem Filmprojekt Abrechnung in Shanghai. Sein alter Freund Arnold Pressburger, ein jüdischer Produzent, der vor den Nationalsozialisten fliehen musste, bedankte sich mit diesem Auftrag für Vollmoellers Unterstützung seit 1915. Nach Abschluss der Dreharbeiten erfolgte im Dezember 1941 nach dem vorangegangenen japanischen Angriff auf Pearl Harbor die Kriegserklärung Deutschlands und Italiens an die Vereinigten Staaten. Zusammen mit mehreren Zehntausend anderen deutscher Exilanten wurde Vollmoeller Silvester 1941 verhaftet. Erst 13 Monate später erreichten seine Anwälte die Freilassung.
Während der Internierung erkrankte er drei Mal lebensgefährlich und überlebte, obwohl ihn die Ärzte bereits aufgegeben hatten. Während dieser Zeit entstanden seine Altersgedichte, die jedoch erst 1960, zudem in einer kleinen Auswahl, in Deutschland erschienen. Im Internierungslager lernte Vollmoeller Arnold Bergstraesser kennen, der als vermeintlicher Nazianhänger insgesamt drei Mal interniert wurde (s. Einzelnachweis).
Von 1943 bis 1948 lebte und arbeitete Vollmoeller in New York. Er griff das Thema seines Lebens, das Mirakel, ein drittes Mal auf, um so seine zweite Trilogie, die Mirakeltrilogie zu vollenden. Es entstand ein in der gekürzten englischen Fassung mehr als 700 Seiten umfassender Altersroman, Das Wunder von Heiligenbluth. Die englische Übersetzung, die kurz nach seinem Tod in New York 1949 erschien, heißt The last Miracle. Hier siedelt Vollmoeller sein Grundthema der Nonne und der Jungfrau Maria in der Zeit der französischen Revolution an. Neben den bereits aus den Novellen bekannten theologischen Theorien setzt sich Vollmoeller in diesem Werk kritisch mit Gewalt und Krieg auseinander. Dabei macht er keinen Hehl aus seiner Abscheu vor den Gräueln einer durch blutrünstige Diktatoren aufgeputschten Menschenmasse. Das Buch wird allgemein als Abrechnung mit den Nationalsozialisten und ihren Verbrechen aufgefasst. Aufgrund seiner persönlich negativen Erfahrungen setzt sich Vollmoeller im Roman jedoch auch ausführlich und kritisch mit der US-amerikanischen Demokratie auseinander.
Parallel zu seiner Arbeit an seinem Roman betätigte sich Vollmoeller teilweise als Herausgeber anderer Exilautoren wie Hans Wolff und unterrichtete zwei Jahre als Dozent an der Tanz- und Schauspielschule von Katherine Dunham in New York.
1948 reiste er ein letztes Mal nach Europa, wo er sich ausschließlich in der Schweiz aufhielt. Im Kreis seiner Verwandten und Freunde beging er seinen 70. Geburtstag in Basel, bereiste ein letztes Mal Graubünden und das Tessin und flog im September zurück in die Vereinigten Staaten. Anlässlich der Verhandlungen über die Verfilmung seines Romans hielt er sich ab Anfang Oktober 1948 letztmals in Hollywood auf. Hier starb er in der Nacht vom 17. auf den 18. Oktober 1948 im Alter von 70 Jahren in einer Hotelsuite.
Zehn Tage später fand im Waldorf Astoria in New York City eine Gedenkveranstaltung für ihn statt, zu der sich ein Teil der Exilkünstler versammelte, die sich damals noch in New York aufhielten. Seine sterblichen Überreste wurden erst 1951 von Ruth Landshoff-Yorck in die Heimat gebracht. Karl Vollmoeller fand im Familiengrab auf dem Pragfriedhof in Stuttgart, an der Seite seiner Eltern und seiner beiden jüngeren Brüder Hans und Kurt, seine letzte Ruhestätte.

## Werke

### Gedichte
- 1894 – Die frühen Gärten – Gedichte (Garten der Kindheit – Hortus pueri, Glück der ersten Liebe – Hortus rosarum)
- 1896 – Simplicissimus – „Sonett“ und „Nocturno“ Gedichte, August
- 1897–1913: mehrere Gedichte und Beiträge in „Blätter für die Kunst“, Insel-Almanach, Rundschau, Hyperion, Pan, Süddeutsche Rundschau u. a. „Wenn der Tag stirbt“, „Als ein Prolog“, „Odysseus“, „Parcival“, „Aus den geistlichen Liedern“, „Lied des Fischers“, „Catharina von Armagnac“, „Landschaften“, „Der Landschaften letztes Stück“, „Landschaften“, „Der alte Fürst“, „Der Amboss“, „Nordischer Held“, „Die Riesin“
- 1903 – Parcival – Die frühen Gärten, Gedichte
- 1903 – Catherina – Gräfin von Armagnac und ihre beiden Liebhaber, Versdrama
- 1903 – Francesca da Rimini – Versdrama, übersetzt aus dem Italienischen nach G. d’Annunzio
- 1904 – Assüs, Fitne und Sumurud, Trauerspiel orientalisch (Versdrama)
- 1905 – Giulia, Einakter, Versdrama
- 1906 – Der deutsche Graf, Versdrama
- 1906 – Antigone von Sophokles, Versdrama aus dem Griechischen übersetzt, bearbeitet
- 1908 – Die Orestie des Aischylos, Versdrama
- 1911 – Wieland – Ein Märchen, Versdrama
- 1960 – Gedichte – Eine Auswahl – Schiller-Nationalmuseum, Deutsches Literatur Archiv

### Theaterstücke
Uraufführung in Klammern.
- 1903 – Catherina – Gräfin von Armagnac (6. März 1905 Wien, Carl-Theater; 9. Dezember 1907 Berlin, Kammerspiele)
- 1904 – Assüs, Fitne und Sumurud, Trauerspiel
- 1905 – Die Orestie (30. November 1911 München, Festhalle)
- 1905 – Giulia – Die Amerikanerin – Einakter (4. Dezember 1904 Elberfeld, Stadttheater)
- 1906 – Der deutsche Graf – Komödie
- 1906 – Die Antigone des Sophokles (10. März 1906 Berlin, Kleines Theater)
- 1911 – Die Orestie (13. Oktober 1911 Berlin, Zirkus Schumann)
- 1911 – Wieland Parodie (7. Februar 1911 Berlin, Deutsches Theater)
- 1911 – Das Mirakel – Mysterienspiel (23. Dezember 1911 London, Olympia Hall)
- 1912 – Venezianische Abenteuer eines jungen Mannes (11. November 1912 London, Palace Theatre; 29. August 1913 Berlin, Deutsches Theater)
- 1912 – George Dandin – Komödie nach Moliere (13. April 1912 Berlin, Deutsches Theater)
- 1913 – Turandot – Bearbeitung Vollmoeller (18. Januar; 1913 London, St. James’s Theatre)
- 1914 – Die Fürstin
- 1915 – Die Brüder
- 1916 – Drei Frauen in Einer – nach Lope de Vega
- 1917 – Madame de Ora – ein Theaterstück nach Jensen (13. September 1917 Berlin, Kammerspiele)
- 1917 – Christinas Hochzeitsreise, Ballett (1917 Berlin, Deutsches Theater)
- 1918 – Onkelchen hat geträumt, Komödie (1. August 1918 Berlin, Kammerspiele)
- 1919 – Orestie nach Aischylos (29. Juli 1920 Berlin, Volksbühne)
- 1924 – Die Schießbude – Ballett
- 1924 – The Miracle – englische Version (15. Januar 1924 New York, Century Theater)
- 1925 – Das Mirakel – Festspielversion (16. August 1925 Salzburg, Festspielplatz)
- 1926 – Ulala – Ballett
- 1930 – Cocktail – Lustspiel mit Ralph Benatzky (17. März 1931 Stuttgart, Schauspielhaus)
- 1936 – Das Geheimnis – Theaterstück

### Prosa, Novellen und Romane
- 1897 – Die Sturm- und Drangperiode und der deutsche Realismus, Walther Vlg, Berlin
- 1912 – E.F.G.H. Nachgelassene prosaische Schriften, März
- 1919 – Die Geliebte, Novelle, Musarion Verlag
- 1921 – Die Paiva, Novelle
- 1925 – Schmutziges Geld, Novelle
- 1928 – Acht Mirakel der Heiligen Jungfrau Maria
- 1945 – The Younger Brother of Christ
- 1949 – The Last Miracle, Roman – Duell, Sloan and Pearce – New York
- 1950 – The Last Miracle, Roman – Cassels – London

### Filmprojekte
- 1912: Das Mirakel – Drehbuch und dramaturgische Beratung, Stummfilm
- 1913: Eine venezianische Nacht – Drehbuch, Stummfilm
- 1915: Der Hermelinmantel – Drehbuch, Stummfilm
- 1923: Inge Larsen – Drehbuch, Stummfilm
- 1928: Schmutziges Geld
- 1928: Thunderbolt – dramaturgische Beratung, Tonfilm
- 1929: Lady of the Pavements – Drehbuch, Tonfilm
- 1929: Der blaue Engel – Drehbuch + dramaturgische Beratung, Tonfilm
- 1935: Hundert Tage – Drehbuch, Tonfilm
- 1941: Abrechnung in Shanghai (The Shanghai Gesture) – Drehbuch + Beratung, Tonfilm

#### Posthume Verfilmungen
- 1959: Die Madonna mit den zwei Gesichtern, nach The Last Miracle, mit Roger Moore
- 1959: Der blaue Engel (The Blue Angel), mit Curd Jürgens

### Übersetzungen
- 1904 – Aischylos: Orestie (Übersetzung und Bearbeitung)
- 1904 – Liebesbriefe eines englischen Mädchens (mit Mathilde Vollmoeller)
- 1905 – Sophokles: Antigone
- 1900–1910 – Übersetzungen mehrerer Werke Gabriele D’Annunzios:
  - 1903 – Francesca da Rimini (Tragödie)
  - 1909 – Mehr als die Liebe
  - 1909 – La Nave
  - 1909 – Phädra (mit Rudolf G. Binding)
  - 1910 – Vielleicht, vielleicht auch nicht (Roman)
- 1911 – Carlo Gozzi: Turandot
- 1912 – Paul Verlaine: Gedichte (gemeinsam mit Rilke, Zweig und anderen)
- 1927 – Sieben Wunder der heiligen Jungfrau Maria
- 1939 – Giovacchino Forzano: Der Graf von Brechard (Schauspiel)